# Marcelo Lipatín
Marcelo Lipatín (sinh ngày 28 tháng 1 năm 1977) là một cầu thủ bóng đá người Uruguay.

## Sự nghiệp câu lạc bộ
Marcelo Lipatín đã từng chơi cho Yokohama F. Marinos.

## Thống kê câu lạc bộ

### J.League
| Đội                 | Năm       | J.League | J.League | J.League Cup | J.League Cup | Tổng cộng | Tổng cộng |
| Đội                 | Năm       | Trận     | Bàn      | Trận         | Bàn          | Trận      | Bàn       |
| ------------------- | --------- | -------- | -------- | ------------ | ------------ | --------- | --------- |
| Yokohama F. Marinos | 2001      | 1        | 0        | 0            | 0            | 1         | 0         |
| Tổng cộng           | Tổng cộng | 1        | 0        | 0            | 0            | 1         | 0         |